# Alone in the Dark: The New Nightmare
Alone in the Dark: The New Nightmare, còn được gọi là Alone in the Dark 4, là phần thứ tư và là phiên bản khởi động lại đầu tiên của loạt trò chơi kinh dị sinh tồn Alone in the Dark, được phát triển bởi Darkworks và phát hành bởi Infogrames Entertainment, SA. Trò chơi được phát hành vào năm 2001 trên một số hệ máy bao gồm Microsoft Windows, PlayStation, Dreamcast và Game Boy Color. Một phiên bản PlayStation 2 cũng được phát hành vài tháng sau đó và chỉ ở châu Âu.

## Cốt truyện
Bối cảnh diễn ra ngày 31 tháng 10 năm 2001. Bạn thân nhất và cũng là cộng sự của Edward Carnby, Charles Fiske, được tìm thấy trong tình trạng đã chết ngoài khơi Shadow Island, một hòn đảo bí ẩn gần bờ biển Massachusetts. Cuộc điều tra của Carnby nhanh chóng đưa anh đến gặp Frederick Johnson, và báo cho anh về việc Fiske đang tìm kiếm ba bản văn tự cổ có khả năng mở khóa một sức mạnh khủng khiếp và nguy hiểm. Johnson cầu xin Carnby hãy thay thế Fiske và tiếp tục chuyến phiêu lưu dang dở đó. Carnby chấp nhận và thực hiện nhiệm vụ tìm kiếm kẻ giết Fiske. Johnson giới thiệu Edward với Aline Cedrac, một giáo sư đại học trẻ tuổi và thông minh. Cô cùng với Edward thu hồi những phiến đá bị mất và hỗ trợ giáo sư Obed Morton, người mà cô tin chính là cha mình. Trong khi đang bay qua bờ biển Shadow Island, máy bay của Edward và Aline bị tấn công bởi một sinh vật không xác định. Cả Edward và Aline đều nhảy ra khỏi máy bay và nhảy dù xuống đất, nhưng ngay lập tức bị tách ra. Edward đáp xuống khu rừng rậm rạp ngay bên ngoài một trang viên, trong khi Aline đáp xuống nóc nhà của nó. Cốt truyện của trò chơi là phần riêng biệt khác với phần chính của loạt.

## Lối chơi
Người chơi được tùy chọn một trong hai nhân vật chính. Cốt truyện của Carnby chủ yếu dựa vào việc chiến đấu với quái vật bằng vật lý, đặc biệt là với khẩu súng lục đôi với ổ quay nòng đáng tin cậy; trong khi Aline tập trung hơn vào các câu đố. Hai người thỉnh thoảng gặp nhau ở các khu vực chính giao nhau của cốt truyện.
Người chơi sớm bị lãnh đòn tấn công từ Creatures of Darkness, xuất hiện từ hư không và như những bóng ma sống. Những sinh vật bóng tối này cuối cùng được tiết lộ là loài bò sát, dạng sống dựa trên silicon đến từ lõi Trái đất, một thế giới khổng lồ toàn hang động đen tối được gọi là TWorld of Darkness. Shadow Island hiện rõ chính là một trong nhiều cổng vào thế giới ngầm này. Đúng như tên gọi của chúng, kẻ ác trong trò chơi không thích ánh sáng (có vẻ sẽ biến chúng thành tro bụi), và sinh vật này rất nặng nề. Người chơi có thể sử dụng đèn pin để đẩy lùi một số và việc tiêu diệt chúng được thực hiện bằng loại đạn tạo ra ánh sáng như "đạn magiê " và "đạn phosphor ".
Ánh sáng đóng một vai trò quan trọng trong trò chơi. Một trong những tính năng chính của trò chơi là đèn pin có thể được sử dụng để làm sáng các cảnh tối, tiết lộ các chi tiết ẩn và các vật phẩm không được che đậy. Chưa hết, các nhà phát triển đã chế tạo một công cụ đồ họa khác thường, để đèn pin của người chơi dạng 3D sẽ chiếu sáng chính xác và tạo bóng trên phông nền 2D được dựng sẵn. Điều này đã được thực hiện bằng cách hiển thị phông nền ở các mức độ chiếu sáng khác nhau và bao gồm thông tin về sự phân bố của các vật thể trong cảnh. Công cụ đồ họa này sau đó có được sử dụng cho các phiên bản sáng hơn của phông nền nơi đèn pin dự kiến sẽ chiếu sáng và để lại các vùng tối thực sự tối.

## Phát triển và phát hành
Lần đầu tiên trong loạt, trò chơi dựa trên sự phát triển của hệ máy chơi trò chơi gia đình và được phát hành dưới dạng một tựa trò chơi đa nền tảng. Darkworks được giao nhiệm vụ xử lý quá trình phát triển của phiên bản PlayStation và Dreamcast, bản phát hành một tháng sau phiên bản cũ và có những cải tiến lớn về đồ họa. Spiral House chuyển phiên bản Dreamcast sang Windows. Nó được phát hành cùng thời điểm với phiên bản Dreamcast, nhưng gặp phải vấn đề chuyển đổi âm thanh, biến âm thanh tổng thể thành các bản dựng chất lượng kém hơn nhiều. Spiral House cũng đã chuyển phiên bản Dreamcast sang PlayStation 2 và phát hành vài tháng sau đó, bổ sung đồng bộ hóa khẩu hình cho các mô hình đa giác trong các đoạn cắt cảnh.
Phiên bản Game Boy Color do Pocket Studios phát triển riêng. Mặc dù các hệ máy cầm tay cũ hơn thường từ bỏ hoàn toàn các môi trường 3D để dễ hiển thị các họa tiết 2D hơn, Game Boy Color đã nhận được một phiên bản tương đối thực. Định dạng dựa trên hộp băng của Game Boy Color đòi hỏi phải bỏ đi toàn bộ cắt cảnh đồ họa chuyển động và nhiều khu vực trong game phải giảm kích thước trong khi một số bị loại bỏ hoàn toàn. Tuy nhiên, các yếu tố như môi trường kết xuất cơ bản và nhân vật 3D vẫn được đặt lên hàng đầu.
Infogrames phát hành trò chơi ở Bắc Mỹ, ngoại trừ phiên bản PlayStation 2 chỉ phát hành ở châu Âu. Tại Nhật Bản, phiên bản PlayStation và PlayStation 2 đáng lẽ là do Capcom phát hành, nhưng những bản này đã bị hủy bỏ. Trò chơi cuối cùng đã được CyberFront phát hành tại Nhật Bản cho Windows năm 2002, có giọng lồng tiếng bằng tiếng Anh và phụ đề tiếng Nhật, không giống như các phiên bản tiếng Nhật của trò chơi Alone in the Dark trước đây vốn hoàn toàn là tiếng Nhật.
Phiên bản PlayStation phát hành tháng 5 năm 2012 dưới dạng game PSOne cổ điển trên PlayStation Network. Kể từ ngày 1 tháng 9, game tương thích với PlayStation Vita, nhưng không tương thích với PSP do các vấn đề về phiên bản chuyển thể.
Ngày 29 tháng 10 năm 2013, phiên bản Windows đã được phát hành trên Steam.

## Tiếp nhận
Alone in the Dark: The New Nightmare được đón nhận một cách tích cực. Các phiên bản PlayStation và Dreamcast nhận được "đánh giá nói chung là thích", trong khi phiên bản PC nhận được đánh giá "trung bình", theo trang web tổng hợp đánh giá Metacritic. GamesMaster đã cho phiên bản Game Boy Color 90%,  và The Sunday Times đã trao cho nó giải thưởng Game of the Week. Theo Darkworks, The New Nightmare đã bán được gần 1,4 triệu bản vào năm 2005.
AllGame đánh giá phiên bản GBC ba trên năm sao, nói: "Dù hệ thống chiến đấu khá đáng sợ và lối chơi khó hiểu, trò chơi cuối cùng đã tốt dần lên. Điều chắc chắn là nó đáng để đánh đổi; đồ họa kỳ lạ thực sự có thể kéo người chơi vào môi trường ma quái. Nhưng khách hàng nên suy nghĩ cẩn thận trước khi mua, và không nên quá nhanh như Edward Carnby đã làm. Những người kiên nhẫn và chịu khó có lẽ sẽ thấy Alone in the Dark: The New Nightmare rất sứng đáng, trong khi những người khác có thể thấy trò chơi này hơi khó và cần nhiều cố gắng hơn." Trang web này cũng cho phiên bản PlayStation ba trên năm sao, nói: "Trò chơi này đáng lẽ phải được phát triển lâu hơn và được làm kỹ hơn (có rất nhiều trục trặc về mặt đồ họa và bị cắt xén). Một trò chơi hay, nhưng nó có thể  tuyệt hơn. Như với tất cả các trò chơi kinh dị sinh tồn, chơi trò chơi này trong bóng tối và chỉ vào ban đêm. Điều quan trọng là bạn phải làm và nó làm nổi bật trò chơi."  Edge chấm cho phiên bản console tương tự với bảy trên mười. X-Playđã cho phiên bản Dreamcast ba trên số năm sao và nói rằng trò chơi "không thực sự tệ. Tuy nhiên, nó cũng không thực sự mới. Nó chỉ là một bản sao hỗn độn so với phần còn lại của các trò chơi kinh dị sinh tồn. Có lẽ những người tạo ra nó nên chỉnh sửa lại, tốt hơn hết là gợi lên một cơn ác mộng cũ." Carla Harker của Next Generation nói về phiên bản PC trong số ra tháng 10 năm 2001, "Bất chấp những lỗi sai, rất ít trò chơi trên PC đem đến những Lovecraftian rùng rợn và ớn lạnh. Chỉ cần The New Nightmare là đủ." Jeff Lundrigan của cùng một tạp chí sau đó đã nói về phiên bản Dreamcast trong số cuối cùng của nó, "Nếu bạn chưa thử bất kỳ phiên bản nào khác, Dreamcast chắc chắn là hệ máy hoàn hảo để đi cùng với phiên bản này."

Các biên tập viên của Computer Games Magazine đã đề cử The New Nightmare là game phiêu lưu hay nhất năm 2001, nhưng cuối cùng đã trao giải thưởng cho Myst III: Exile.  

## Phim ảnh
Năm 2005, một bộ phim chuyển thể đã được phát hành có tên Alone in the Dark dựa trên phần thứ tư. Phim do Uwe Boll đạo diễn và doanh thu phòng vé chí có khoảng 20.000.000 đô la Mỹ, không đủ kinh phí, phim bị các nhà phê bình chê bai và được miêu tả là "một trong những bộ phim dở tệ nhất", mặc dù kiếm được lợi nhuận nhiều hơn trên thị trường DVD. Kỷ lục Guinness thế giới đã trao cho bộ phim là "Bộ phim dựa trên trò chơi có doanh thu thấp nhất" trong Kỷ lục Guinness thế giới: Phiên bản dành cho game thủ năm 2008. Một bản Unrated Director's Cut đã được phát hành ở Đức, Pháp và Úc và đứng số 1 trên thị trường DVD Đức trong ba tuần.